# Мар-Вермелью (Алагоас)
Мар-Вермелью (порт. Mar Vermelho) — муниципалитет в Бразилии, входит в штат Алагоас. Составная часть мезорегиона Сельскохозяйственный район штата Алагоас. Входит в экономико-статистический микрорегион Палмейра-дуз-Индиус. Население составляет 4012 человек. Занимает площадь 114 км². Плотность населения — 44,52 чел./км².

## История
Город основан 3 февраля 1962 года. 